# 尖头荷马条鳅
尖頭荷馬條鰍（学名：Homatula acuticephala）為輻鰭魚綱鯉形目條鰍科荷馬條鰍屬的其中一種鱼类。在中国，分布于云南省洱源县牛街海四海等，體長可達12公分，多生活于湖中静水或缓流多水草河段。该物种的模式产地在云南省洱源县牛街海四海。

## 扩展阅读
維基物種上的相關：尖头副鳅